# Univ, Peremîșleanî
Univ (în ucraineană Унів, până în 2003 Mijhirea (ucraineană Міжгір'я)) este un sat în comuna Korosne din raionul Peremîșleanî, regiunea Liov, Ucraina.

## Demografie
Componența lingvistică a localității Univ
     Ucraineană (99,15%)
     Alte limbi (0,85%)
Conform recensământului din 2001, majoritatea populației localității Mijhirea era vorbitoare de ucraineană (99,15%), existând în minoritate și vorbitori de alte limbi.